# Cheilosia sensua
Cheilosia sensua är en tvåvingeart som först beskrevs av Charles Howard Curran 1922.  Cheilosia sensua ingår i släktet örtblomflugor, och familjen blomflugor. Inga underarter finns listade i Catalogue of Life.